# Comté de Wibaux
Le comté de Wibaux est l’un des 56 comtés de l’État du Montana, aux États-Unis. Il comptait 1 017 habitants en 2010. Le siège et la seule ville du comté est Wibaux.

## Géolocalisation
|                                  | Comté de Richland | Comté de McKenzie, Dakota du Nord      |
| Comté de Dawson Comté de Prairie | Comté de Wibaux   | Comté de Golden Valley, Dakota du Nord |
|                                  | Comté de Fallon   |                                        |